# Грель, Илья Михайлович
Илья Михайлович Грель (1902—1945) — подполковник Рабоче-крестьянской Красной Армии, участник советско-финской и Великой Отечественной войны, Герой Советского Союза (1945).

## Биография
Илья Грель родился 20 июня 1902 года в селе Будное (ныне — Шаргородский район Винницкой области Украины) в крестьянской семье. Получил неполное среднее образование. В 1924 году Грель был призван на службу в Рабоче-крестьянскую Красную Армию. В 1925 году он окончил школу младшего командного состава, в 1931 году — Киевское артиллерийское училище. Участвовал в советско-финской войне. С февраля 1942 года — на фронтах Великой Отечественной войны. К февралю 1945 года подполковник Илья Грель командовал 1137-м лёгким артиллерийским полком 169-й лёгкой артиллерийской бригадой 14-й артиллерийской дивизии 6-го артиллерийского корпуса прорыва 5-й ударной армии 1-го Белорусского фронта. Отличился во время освобождения Польши и форсирования Одера.
4 февраля 1945 года Грель умело организовал переправу через Одер по льду, затопленному водой. Захватив плацдарм на западном берегу реки, полк в течение трёх дней отразил 27 контратак немецких танковых и пехотных подразделений, уничтожив 19 танков и 3 бронетранспортёра. 29-30 марта 1945 года, когда окружённая группировка немецких войск численностью около 2 тысяч человек в западу от города Кюстрина прорвалась в тыл полка Греля и одна из колонн противника вышла к командному пункту полка, Грель организовал его оборону. В том бою полк уничтожил 350 и взял в плен ещё 340 вражеских солдат и офицеров. 30 марта 1945 года Грель погиб в бою. Похоронен в городе Дембно.
Указом Президиума Верховного Совета СССР от 31 мая 1945 года подполковник Илья Грель был удостоен высокого звания Героя Советского Союза. Также был награждён орденом Ленина (31.05.1945, посмертно), двумя орденами Красного Знамени (28.03.1945, 30.04.1945), орденом Отечественной войны 1-й степени (10.09.1943), медалью «За боевые заслуги» (20.05.1940) и медалью «За оборону Ленинграда» (вручена в 1943 году).
В честь Греля названы улицы в селе Слобода-Шаргородская и в посёлке Шаргород.